# Sandrine Dans
Sandrine Dans est une présentatrice belge de télévision pour la chaîne RTL-TVi.

## Biographie
Sandrine Dans est née le 5 novembre 1976 à Ixelles. Elle a fait un graduat en kinésithérapie au Parnasse à Woluwé mais elle ne terminera pas ses études car un poste lui sera proposé par RTL-TVi après qu'elle se sera présentée à l'élection Miss Belgique en 1997. Elle décrochera le titre de troisième dauphine.
Le 17 avril 2004, elle épouse Mohamed, un garagiste. Elle a deux enfants : une fille, Inès, née le 12 mai 2004, et un garçon, Naël, né en 2007.

## Carrière
À partir de janvier 2000, elle commence à travailler à la radio. Il semble que son parcours radiophonique l'ait amenée à l'animation sur Bel-RTL.[à développer]
De 2012 à 2023, elle anime la version belge de l'émission de télé-réalité L'amour est dans le pré.
En 2017, pour le Télévie, elle joue sur RTL-TVI dans la pièce Boeing Boeing de Marc Camoletti, sur une mise en scène de Jean-Paul Andret, aux côtés de  Sophie Pendeville, Maria Del Rio, Sandrine Corman, Michaël Miraglia et Olivier Leborgne.
Depuis 2020, elle anime l'émission de radio La Matinale Bel RTL  du lundi au vendredi de 7h à 9h, sur Bel-RTL.

### Prestations télévisées
- Clip Party.
- Signes de vie.
- Ça alors.
- Il paraît que ....
- Sagas.
- Les Jumeaux.
- Fort Boyard avec Jean-Michel Zecca.
- 1000 secondes en compagnie du chef Yves Mattagne.
- Fritkot.
- L'amour est dans le pré.